# Rio Jacuizinho
O rio Jacuizinho é um rio brasileiro do estado do Rio Grande do Sul Seu comprimento total é de 178 km, sendo assim o terceiro maior afluente da margem esquerda do rio Jacuí. Seus principais afluentes são o rio dos caixões, arroio lagoão, arroio jaquirana e arroio carijinho. 